# 王天然
王天然（1943年3月7日—），男，汉族，黑龙江海伦人，中国自动化控制与机器人技术专家，中国科学院沈阳自动化研究所研究员、博士生导师，中国工程院院士，曾任辽宁省科学技术协会主席，第九、十、十一届全国人民代表大会辽宁地区代表。

## 生平
毕业于哈尔滨工业大学电子计算机专业。1965年10月加入中国共产党。2008年起担任全国人大代表。